# Mellangölen (Eringsboda socken, Blekinge)
Mellangölen är en sjö i Ronneby kommun i Blekinge och ingår i Ronnebyåns huvudavrinningsområde.